# Великий театр міста Люксембурга
Великий театр міста Люксембурга (фр. Grand théâtre de la ville de Luxembourg) — муніципальний театр у столиці Люксембургу місті Люксембурзі, заснований у 1964 році. Це головна і найбільша у місті й країні сцена для показу драматичних вистав, оперних і балетних постановок. Великий культурний осередок міста і держави, одна з провідних концертних зал Європи.

## Загальна інформація
Великий театр міста Люксембурга міститься у великій і просторій спеціально зведеній будівлі за адресою: 1 rond-point Schuman L-2525 Luxembourg.

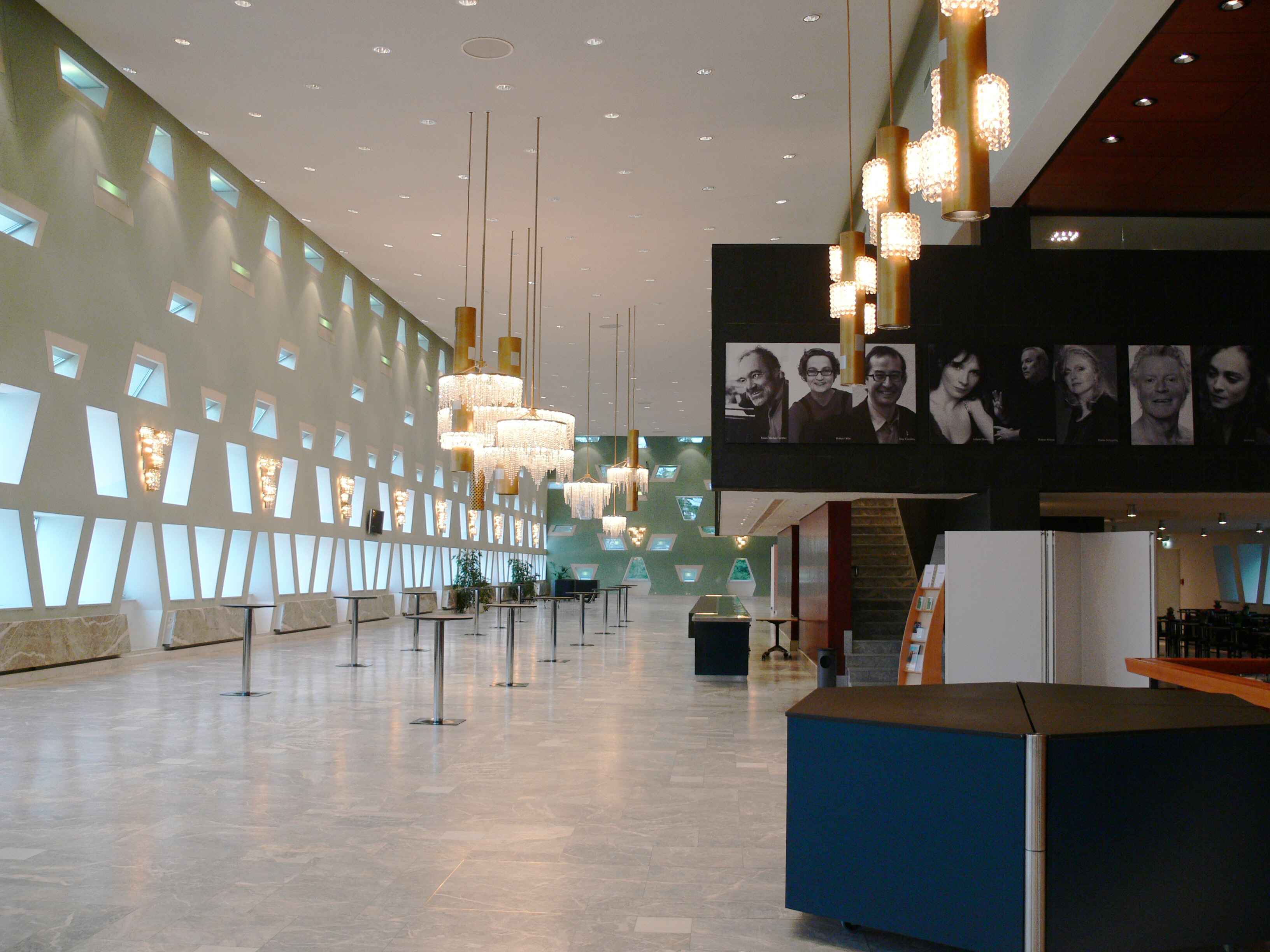
Фоє театру

У театрі 2 зали: головна розрахована на 943 місця і студія, яка має до 400 місць. 
Директором закладу є Франк Фетлер (Frank Feitler).

## З історії та репертуару

### Будівництво і реновації
Починаючи з 1869 року головним міським театром Люксембурга був Театр Капуцинів (Théâtre des Capucins), розташований в історичному середмісті. 
У грудні 1958 року, коли потреба відповідним чином дизайнованого і устаткованого театрального приміщення стала нагальною, був оголошений конкурс на будівництво з тим, щоб воно було завершене до святкування 1000-ліття Великого герцогства (1963). Переможцем конкурсу став паризький архітектор Ален Бурбонне (Alain Bourbonnais)t. Будівельні роботи розпочалися восени 1959 року, і театр урочисто був відкритий 15 квітня 1964 року.
З роками діяльності концертної зали стало очевидним, що майданчику важко відповідати високим вимогам, і тому числі з безпеки, гастролюючих провідних театральних і музичних колективів світу. Роботу з приведення споруди Великого театру міста Люксембурга до вищих стандартів було довірено німецьким фахівцям Курту Ґерлінґу (Kurt Gerling) та Вернеру Арендту (Werner Arendt) з Gerling + Arendt Planungsgesellschaft mbH (Берлін). Будівля була оснащена сучасним обладнанням та технічними характеристиками, що задовольняють європейським вимогам щодо технічних характеристик сцени і засобів управління, водночас відмінна архітектура початкової споруди залишилася недоторканою.

### Назви театру
- «Новий театр Люксембурга» / Nouveau théâtre de Luxembourg (названий під час заснування);
- «Муніципальний театр Люксембурга» / Théâtre municipal Luxembourg;
- «Великий театр міста Люксембурга» / Grand théâtre de la ville de Luxembourg (від 2003).

### Директори театру
- Ферді Ройф / Ferdy Reiff (? 1956 - 1991 ?);
- Жанно Ком / Jeannot Comes (1991-2000);
- Франк Фетлер / Frank Feitler (від 2001).

### Діяльність
Великий театр міста Люксембурга нині — це антрепризовий оперний, концертний і театральний майданчик, тобто тут за попереднім контрактом виступають з гастролями заїжджі трупи, причому найкращі у світі, також тут організовуються й проводяться різноманітні культурні заходи, фестивалі, концерти тощо. Театр здатний прийняти оперу, театр, музичні, співочі і танцювальні колективи найвищого класу. Зокрема, останніми роками з Великим театром міста Люксембурга співпрацювали Англійська національна опера, Національний театр Великої Британії, Німецький театр (Берлін), були спільні виробництва з оперою Ла Монне (Брюссель)і, Національним театром опери комік (Théâtre National de l'Opéra Comique, Париж). Гастроювали у театрі Нідерландський театр танцю (Nederlands Dans Theater), трупи Anne Teresa de Keersmaeker і Michael Clark Company. У 2007 році на сцені театру була поставлена опера Медея на музику Паскаля Дюсапена у виконанні хореографічного колективу Саші Вальц .

Будівля Великого театру міста Люксембурга двічі була місцем проведення конкурсу Євробачення — у 1973 році і знову в 1984 році.

## Виноски
1. ↑  Контакти (театру) [Архівовано 2010-08-15 у Wayback Machine.] на Офіційна вебсторінка театру (театрів міста Люксембурга) (фр.)
2. ↑  "The "Grand Théâtre" of Luxembourg City offers high quality cultural events" [Архівовано 22 липня 2011 у Wayback Machine.], Luxembourg National Tourist Office, London. переглянуто 21-12-2010
3. 1 2  "Grand Théâtre de Luxembourg" [Архівовано 22 липня 2011 у Wayback Machine.], Théâtre Info Luxembourg. (фр.) переглянуто 21-12-2010
4. 1 2  " Luxembourg: Théâtre Municipal - History: From the Church to the Playhouse" [Архівовано 19 липня 2011 у Wayback Machine.], Gerling + Arendt Planungsgesellschaft mbH. переглянуто 31-12-2010.
5. ↑  "Luxembourg (Luxembourg) - Topic 3: Cultural Identities - A new cultural development" [Архівовано 29 січня 2010 у Wayback Machine.], 4th biennial rotterdam/projects. переглянуто 31-12-2010